# 环潭水库
环潭水库是中国湖北省随州市境内的一座水库，位于府河损水支流上，建于1966年。水库正常库容为525万立方米，集雨面积为804平方千米，海拔为93米。